# Staffan Bjerstedt
Nils Åke Staffan Bjerstedt, född 18 augusti 1964 i Malmö, är en svensk revy-/TV-författare, journalist och författare. 
Han är sedan början av 1990-talet regelbunden författare åt Växjörevyn och har sedan dess, vid sidan av arbetet som journalist, blivit en framträdande humorförfattare åt över 120 svenska revysällskap. Han var medförfattare till Dramaten-kabarén Improvisation på slottet (2016-2017). 
Han har bidragit med manus åt scenproduktioner som Lorry's (Oscarsteatern 2001), Chinarevyn (Chinateatern 2003) och en rad humorprogram i TV, bland annat Lorry, Livet är en fest, Reuter & Skoog och Detta har hänt. 
Som författare har Bjerstedt gett ut nöjeshistoriska biografier om August Blanche och Emil Norlander. Han har även skrivit en serie barnböcker. Bjerstedt mottog av Povel Ramel hederspriset Povels penna 2000. Han tilldelades tillsammans med Eskilstunarevyn utmärkelsen Karl Gerhard-hatten vid Revy-SM 2013, för årets bästa satiriska revynummer. Han är son till professorn och fredsforskaren Åke Bjerstedt och bror till jazzmusikern Sven Bjerstedt.

## Författarskap till humorproduktioner
Scen
- Den stora kicken (Vasateatern 1994, med Monica Dominique, Lars Lind m fl)
- Bakom örat (Teater Västmanland 1996)
- Lorry's (Oscarsteatern 2001, med Peter Dalle, Johan Ulveson m fl)
- Chinarevyn (Chinateatern 2003, med Sissela Kyle, Loa Falkman m fl)
- Improvisation på slottet (Dramaten 2016-2017, Andreas T. Olsson, Johan Ulveson m fl)
- Kuriosakabinettet (Stockholms stadsteater 2021, Andreas T. Olsson, Anne Sofie von Otter)
- Många år för Växjörevyn, Vallby sommarrevy (Västerås) och drygt 120 andra svenska revysällskap

TV
- Detta har hänt (SVT)
- Hon & Han (Kanal 5)
- Lorry (SVT)
- Grogg (SVT)
- Revy-Sverige (SVT)
- Reuter & Skoog (SVT)
- Melander & co (med Sven Melander) (SVT)
- Livet är en fest (TV3)
- Röd avgång (TV3)
- The Båttom is Nådd (SVT)
- Humor i Public service (SVT)
- Revy-SM (SVT)